# Pokémon Unite
Pokémon Unite (pisane także jako Pokémon UNITE) – darmowa gra z gatunku multiplayer online battle arena (MOBA) w świecie Pokémon. Gra miała premierę 21 lipca 2021 roku, jako pierwsza została wydana na konsolę Nintendo Switch, natomiast 22 września 2021 roku wydano także wersje  na Androida i na iOS w 73 krajach. Do kwietnia 2022 razy gra została pobrana przez ponad 70 milionów użytkowników.

## Rozgrywka
Tak jak w większości gier z gatunku multiplayer online battle arena (MOBA), w grze Pokémon UNITE gracze podzieleni są na dwie pięcioosobowe drużyny, które grają przeciwko sobie. Mecze są ograniczone czasowo, a gracze zdobywają punkty. Normalne mecze i mecze rankingowe trwają po 10 minut, natomiast szybkie mecze (ang. quick battles) trwają pięć minut i bierze w nich udział po czterech, a nie pięciu graczy. Wygrywa ta drużyna, która zdobędzie więcej punktów, chyba że druga drużyna podda się przed upływem czasu.
W ekranie przygotowania gracze wybierają pokémona, którym będą walczyć. Różne pokémony pełnią różne role w drużynie (m.in. atakujący, obrońca, wsparcie) i posiadają różne cechy i parametry. Oprócz tego gracz wybiera trzy przedmioty dla pokémona, które go ulepszają, np. zwiększając jego atak czy życie, większość z przedmiotów odnosi się do innych gier z serii.
W trakcie gry gracz pokonuje dzikie pokémony, za które otrzymuje doświadczenie i punkty. Doświadczenie służy do zdobywania poziomu, dzięki czemu pokémon poznaje nowe umiejętności (każdy pokémon ma trzy sloty – jeden na superumiejętność, tzw. ulti, oraz dwa na zwykłe umiejętności – na każdym slocie istnieje alternatywa dla wybranej umiejętności, toteż buildy graczy mogą się różnić). Niektóre pokémony posiadają ewolucje, a więc na konkretnym poziomie zmienia się także ich wygląd.
Najważniejszym aspektem są jednak punkty. Gracze, którzy je zdobyli, mogą je wrzucać do punktów kontrolnych przeciwnika, dzięki czemu zmieniają wynik bitwy. Celem gry jest zdobycie większej liczby punktów, niż przeciwnik. Ważne więc, aby jednocześnie zdobywać jak najwięcej, a także bronić swoich punktów kontrolnych. Od drugiej minuty punkty liczone są podwójnie, a także w tym samym czasie pojawia się na mapie Zapdos (legendarny pokémon), którego pokonanie daje drużynie dodatkowe punkty, a także pozwala na szybsze i łatwiejsze zdobywanie punktów na punktach kontrolnych.
W grze dodatkowo pojawia się wiele eventów i dodatkowych trybów, np. świąteczny, halloweenowy. Istnieje też rozbudowany sklep pozwalający spersonalizować avatar w grze poprzez zakup ubrań, fryzur itp..

## Odbiór
Do 16 września 2021 gra została ściągnięta 9 milionów razy na Nintendo Switch. 22 września 2021 w 73 krajach miała miejsce premiera na systemy Android i iOS. 6 grudnia 2021 podano, że na wszystkich platformach gra została ściągnięta łącznie ponad 50 milionów razy, a w kwietniu 2022 przekroczono próg 70 milionów ściągnięć.

### Nagrody
Gra znalazła się na pierwszym miejscu zestawienia „Best of 2021” w Google Play, była także nominowana do The Game Awards 2021.